# Mathilde Marchesi
Mathilde Marchesi, född Graumann, den 24 mars 1821 i Frankfurt am Main, död den 17 november 1913 i London, var en tysk sångerska (mezzosopran) och sångpedagog, en företrädare för bel canto-metoden. Hon var från 1852 gift med den italienske barytonen Salvatore Marchesi och var mor till sångerskan Blanche Marchesi.
Makarna Marchesi uppträdde med framgång på flera scener. De anställdes 1854 vid Wiens konservatorium och flyttade senare till Paris, varifrån fru Marchesi 1865 kallades till Köln och 1869 återigen till Wien som sånglärare. År 1881 bosatte de sig åter i Paris, där de idkade sångundervisning.
Marchesi ansågs vara en av sin tids allra främsta sånglärarinnor. Hon studerade för Otto Nicolai i Wien 1843 och för Manuel Patricio Rodríguez García i Paris 1845, och var redan en känd konsertsångerska i Paris och London när hon gifte sig med Salvatore Marchesi. 
Hon gav ut en sångskola, 54 häften med vokaliser samt memoarerna Erinnerungen aus meinem Leben (1877) och Aus meinem Leben (1888). Bland hennes elever kan nämnas Gabriele Krauss, Etelka Gerster, Emma Nevada, Gina Oselio, Emma Abbott, Georgina Sommelius och Adèle Almati (Fich).